# Cyrtodactylus quadrivirgatus
Cyrtodactylus quadrivirgatus är en ödleart som beskrevs av  Taylor 1962. Cyrtodactylus quadrivirgatus ingår i släktet Cyrtodactylus och familjen geckoödlor. Inga underarter finns listade i Catalogue of Life.